# Noteć Inowrocław
Noteć Inowrocław – koszykarski klub sportowy grający w latach 2001–2006 w Polskiej Lidze Koszykówki (najwyższej klasie rozgrywkowej w Polsce). Siedziba klubu mieści się w Inowrocławiu. W sezonie 2005/2006 Noteć zajęła ostatnie miejsce w DBL i spadła do I ligi. W czerwcu 2006 miejsce Noteci Inowrocław w rozgrywkach I ligi koszykówki mężczyzn zajęło Sportino Inowrocław. Sportino założone w 2000 roku które w żaden sposób nie jest związane z Notecią. Klub przestał istnieć w roku 2006.

## Historia
Koszykówkę w Inowrocławiu zaczęto uprawiać już w latach międzywojennych(między innymi podczas organizowanych przez Miejski Komitet Wychowania Fizycznego „Świąt Sportowych”). Po wojnie koszykówką interesowały się głównie Szkolne Kluby Sportowe (Gimnazjum KS Kasprowicz, MKS). W latach pięćdziesiątych sekcje koszykówki istniały w KS Unia (późniejszy KS Noteć), SKS Kasprowicz, SKS Handlowiec i SKS Gimnazjum Handlowe. Kluby te w tamtych czasach szkoliły dużo sportowców, którzy jednak nie zasilali szeregów KS Noteć, lecz drużyny innych miast. Noteć powoli, ale skutecznie przejmowała supremację w inowrocławskiej koszykówce. Drużyna trzynastokrotnie stawała przed szansą awansu do II Ligi. Wykorzystała ją dopiero w roku 1994. Po dwóch sezonach gry w II Lidze rok 1996 koszykarze z Inowrocławia zakończyli na podium, zajęli drugie miejsce. Jednak w decydującym o awansie ostatnim meczu sezonu przegrali z PKK Szczecin. Awans do elity przyniósł dopiero wygrany turniej barażowy w Pruszkowie.

### Sukcesy
- 7 miejsce w rozgrywkach PLK 2003/2004

### Trenerzy
- Siergiej Żełudok: sierpień 2005- kwiecień 2006
- Piotr Baran: 1999 - listopad 2005
- Mirosław Noculak: styczeń 2003- marzec 2004
- Jerzy Chudeusz: 2000- październik 2002
- Wojciech Krajewski: 1997-1998
- Mieczysław Silecki: 1969 - 1994

### Nazwy
- KS Noteć Inowrocław
- ITK Noteć Inowrocław
- Detal-Met Noteć Inowrocław
- Arcus Detal-Met Inowrocław
- SSA Noteć Inowrocław

## Hala
- Hala: Hala Widowiskowo-Sportowa 
  - Ulica: Niepodległości 4
  - Pojemność: 2712 miejsc siedzących (w tym 900 dostawianych)

## Nagrody i wyróżnienia
| Uczestnicy meczu gwiazd PLK - Alex Austin (2003, 2004^) - Brandon Brown (2005) - Adrian Penland (2005) - Hubert Radke (2004^) - Yann Mollinari (2004^) | I skład I ligi - Mikołaj Grod (2017) |

^ – oznacza mecz gwiazd – Polska vs. gwiazdy PLK